# 1. Hornkonzert (Strauss)

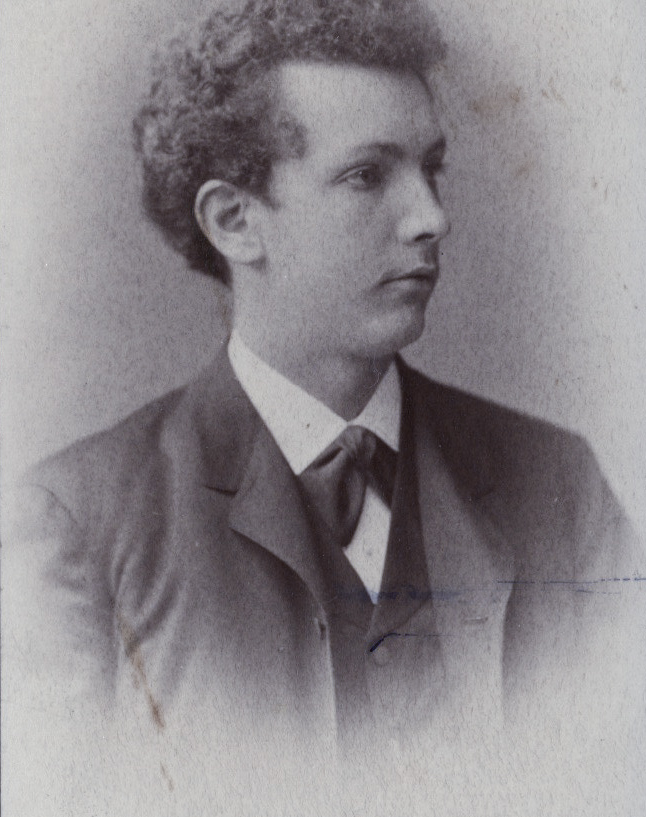
Richard Strauss 1886

Das 1882/83 entstandene Konzert für Waldhorn und Orchester Nr. 1 op. 11 in Es-Dur von Richard Strauss (1864–1949) kam in der Orchesterfassung 1885 mit dem Solisten Gustav Leinhos unter dem Dirigenten Hans von Bülow zur Uraufführung.

## Entstehung und Uraufführung
Franz Strauss, der Vater von Richard Strauss, war ein bekannter Hornist und Mitglied des Münchner Hofopernorchesters. So lag es nahe, für das vertraute Instrument ein Solowerk zu schreiben, das der 18-jährige Richard «Seinem lieben Vater, Herrn Franz Strauß, Königlich-Bayerischer Kammermusiker» zum 60. Geburtstag widmete. Unmittelbar nach oder schon während der Komposition seines Violinkonzerts 1882 begann er das Werk und beendete es spätestens 1883. Parallel zur Erstfassung mit Klavierbegleitung entstand im Winter 1882/83 auch eine Version für Horn und Orchester, gewidmet dem damaligen Solohornisten der Königlich-Sächsischen Hofkapelle Dresden, Oscar Franz. Die Klavierfassung erklang erstmals öffentlich im Frühjahr 1883 in einem Konzert des Münchner Tonkünstler-Vereins mit Bruno Hoyer und dem Komponisten selbst am Klavier. In der Orchesterfassung wurde das 1. Hornkonzert am 4. März 1885 im Rahmen eines Konzerts in Meiningen mit der Meininger Hofkapelle unter der Leitung Hans von Bülows und dem Solisten Gustav Leinhos uraufgeführt. 1886 erschien das Konzert im Musikverlag Josef Aibl.
Rund 60 Jahre später sollte Strauss mit seinem 2. Hornkonzert nochmals auf diese Gattung des Instrumentalkonzerts zurückkommen.

## Besetzung und Spieldauer
Die Partitur sieht neben dem Solohorn folgende Besetzung vor: 2 Flöten, 2 Oboen, 2 Klarinetten, 2 Fagotte, 2 Hörner, 2 Trompeten, Pauken und Streicher.
Die Aufführungsdauer beträgt etwa 16 bis 19 Minuten.

## Charakterisierung
Musikalisch steht das 1. Hornkonzert in der Tradition von Mendelssohn und Weber. Es besteht aus 3 Sätzen: Allegro – Andante – Allegro, die aber unmittelbar ineinander übergehen und zusammen einen einzigen Sonatenhauptsatz bilden, in dem das erste Allegro als Exposition, das Andante als Durchführung und das Schlussallegro als Reprise fungiert. Letzteres ist in Form eines Rondos gehalten, dessen Refrains und Couplets das Themenmaterial des Kopfsatzes variieren. Als Bindeglied fungiert eine – aus dem Hauptthema des Kopfsatzes abgeleitete – aufsteigende Dreiklangstriole. Der kantable Mittelsatz steht in as-Moll (mit einem E-Dur-Einschub), die Ecksätze in Es-Dur.